# 하시모토 만타로
하시모토 만타로(일본어: 橋本萬太郎, 1932년- 1987년)는 일본의 언어학자이다. 중국어 연구 도중, 언어유형학과 언어지리학을 통합한 언어유형지리론을 소개하였다.

## 경력
일본 도쿄 대학교 박사과정 수료후에 미국 오하이오 주립대학에서 박사학위를 취득하였다. 미국에서 하와이 대학조교수, 프린스턴 대학 준교수, 도쿄 외국어 대학교 조교수등을 거쳐 1973년부터 도쿄 외국어 대학교의 정교수가 되어, 이후 사망할 때까지 그 직위에 재직하였다.

## 연구
하시모토 만타로는 중국어의 여러 방언들을 정밀하게 연구하여, 하이난섬에서 사용되는 하이난어가 민어의 하위 방언임을 밝혔다.
또한, 남부의 우어에서부터 북방 방언에 이르는 중국어의 여러 방언들이 남쪽은 따이까다이어족의 언어와 언어동조대를 이루어 단음절어가 많고, 성조가 다양하며, SVO어순을 가지는 반면, 북쪽에서 쓰이던 중국어는 알타이어족으로 분류되는 퉁구스어족 및 몽골어족에 속하는 언어들의 영향을 받아 다음절어가 많으며, 성조의 수가 적고, SOV어순의 특징을 가진다는 점을 지적하면서, 고대 중국어에서 현대 중국어로 변화하는 과정은 중국의 남부 지역의 방언과 북부 지역의 방언의 차이와 같다고 주장하였다.
- 고대: 呉 敗 越 于夫椒。 (오는 부초에서 월을 쳐부수었다. 주어-동사-목적어-부사 순서)
- 현대: 呉軍 在夫椒 把越軍 打敗了。 ( 주어-부사-목적어-동사 순)

또한 이러한 특징은 고대에서부터 일관되게 북쪽에서 남쪽으로 일어난 인구 이동의 결과이며, 중국어는 북방 민족과의 접촉의 영향으로 북방화되었다고 주장하였다.